# Sparta, Wisconsin
Sparta este sediul comitatului Monroe, statul Wisconsin, Statele Unite ale Americii.
1. ↑   https://www.spartawisconsin.org/mayor-and-city-council, accesat în 2 octombrie 2024 Lipsește sau este vid: |title= (ajutor)
2. ↑  2010 U.S. Gazetteer Files, accesat în 9 iulie 2020